# Tafiré
 (avril 2015).
Si vous disposez d'ouvrages ou d'articles de référence ou si vous connaissez des sites web de qualité traitant du thème abordé ici, merci de compléter l'article en donnant les références utiles à sa vérifiabilité et en les liant à la section « Notes et références ».
Tafiré est une ville, chef-lieu de sous-préfecture, située au centre-nord de la Côte d’Ivoire dans la région du Hambol (Katiola) ayant pour  chef-lieu de département, Niakaramandougou. Elle fait partie aussi des villes du  pays Tagbana (Sénoufo du sud).
Elle compte selon les chiffres du  RGPH 2014 du pays,  45 865 habitants, soit 18 % du département (133 818 hab.) et 5 % de la région (429 977 hab.). Considérée comme ville carrefour, Tafiré bénéficie des atouts de  la Nationale A3  Abidjan- Ouangolo et du  chemin de fer international  Abidjan- Ouagadougou, et a connu une urbanisation galopante ces dernières années, soit 45,1 %. Le député de région actuel est Adama Touré, depuis les élections de 2016.

## Géographie
L'agglomération de Tafiré est située au centre-nord de la Côte d’Ivoire. Elle s’étend sur une superficie de 1 900 km2, soit 20 % du département (9 424 km2) et 10 % de la région (19 122 km2), se positionnant ainsi comme la 2e sous-préfecture la plus étendue du département après Niakaramandougou. Elle représente, à vol d'oiseau, une étendue de 3 km du nord au sud.

### Climat
Tafiré bénéficie d'un climat tropical caractérisé par l’alternance dans l’année de deux saisons d’importances variables :
- une saison des pluies (mai-septembre) avec un maximum au mois d’août et septembre ;
- une saison sèche (octobre-avril).

C'est une ville où les précipitations sont plus importantes en été qu'en hiver. Selon la classification de Köppen-Geiger, le climat est de type Aw. La température moyenne annuelle à Tafiré est de 26,1 °C. La moyenne des précipitations annuelle atteint 1 094 mm.
Le mois le plus sec est celui de janvier avec seulement 6 mm de précipitations. Le mois de septembre, avec une moyenne de 213 mm, affiche les précipitations les plus importantes. Entre le plus sec et le plus humide des mois, l'amplitude des précipitations est de 207 mm. 4,1 °C de variations sont affichées sur l'ensemble de l'année.
28,4 °C font du mois de mars le plus chaud de l'année. Au mois d’août, la température moyenne est de 24,3 °C. Août est de ce fait le mois le plus froid de l'année.

### Vents
Les vents dominants soufflent du sud-ouest mais, située au centre nord de la Côte d’Ivoire, la sous-préfecture subit aussi l’harmattan (alizé continental) pendant au moins trois mois (décembre à février). Ce vent chaud et sec souffle du nord à l’est. Le changement climatique a fait observer une large période inhabituelle en 2015 (octobre-février).

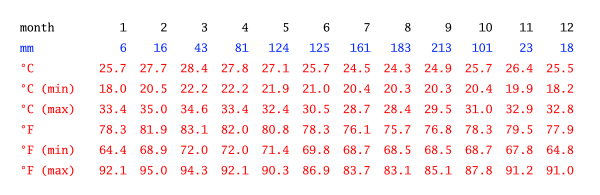
Table des données climatiques, Tafiré

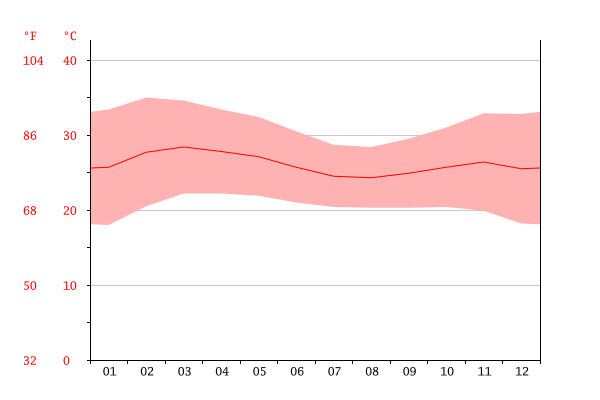
Graphe de la température, Tafiré

source: fr.climate-data.org (consulté le 10 février 2016)

### Relief
Tafiré est marquée par un relief faiblement ondulé et parsemé des inselbergs dont l’altitude varie entre 400  et   450 m ; les plus remarquables sont celles de Tiellé et Niongonfilé, avec une côte minimum de 300 mètres. Il existe sur le site urbain de Tafiré, deux bas-fonds (terrains enfoncés) peu importants dont l’un est situé au sud et l’autre à la sortie nord. Ce dernier longe sur une courte distance la Nationale A3 et est transformé en partie en cultures maraîchères.
Aucune contrainte de relief, mis à part les deux bas-fonds, ne gêne l’extension de la ville. Ceux-ci ne constituent d’ailleurs pas un obstacle majeur au développement de la ville. Le site de Tafiré est donc facilement constructible et les possibilités d’extension de l’agglomération ne manquent pas.

### Végétation
Le paysage végétal est celui de  la savane arborée et herbeuse. Mais sous l’action de  l’agriculture, la savane d’origine a fait place à des plantations de cultures industrielles comme le coton, l’anacarde, des cultures vivrières et des jachères associées. La disparition du paysage originel est aussi liée à l’action du bétail important dans la sous-préfecture. Elle se caractérise par des arbres et arbustes d'une hauteur comprise entre 8  et   12 m et disséminés avec une densité de couvert de l'ordre de 25 à 35 %. Notons que Tafiré bénéficie d’une forêt classée.

### Réseau hydrographique
Le réseau hydrographique est plus ou moins dense. Il est constitué des affluents du Bandama (le Silué) et de N’Zi (le Lomi). Le Lomi passe plus au nord de l’agglomération.

## Société

### Démographie

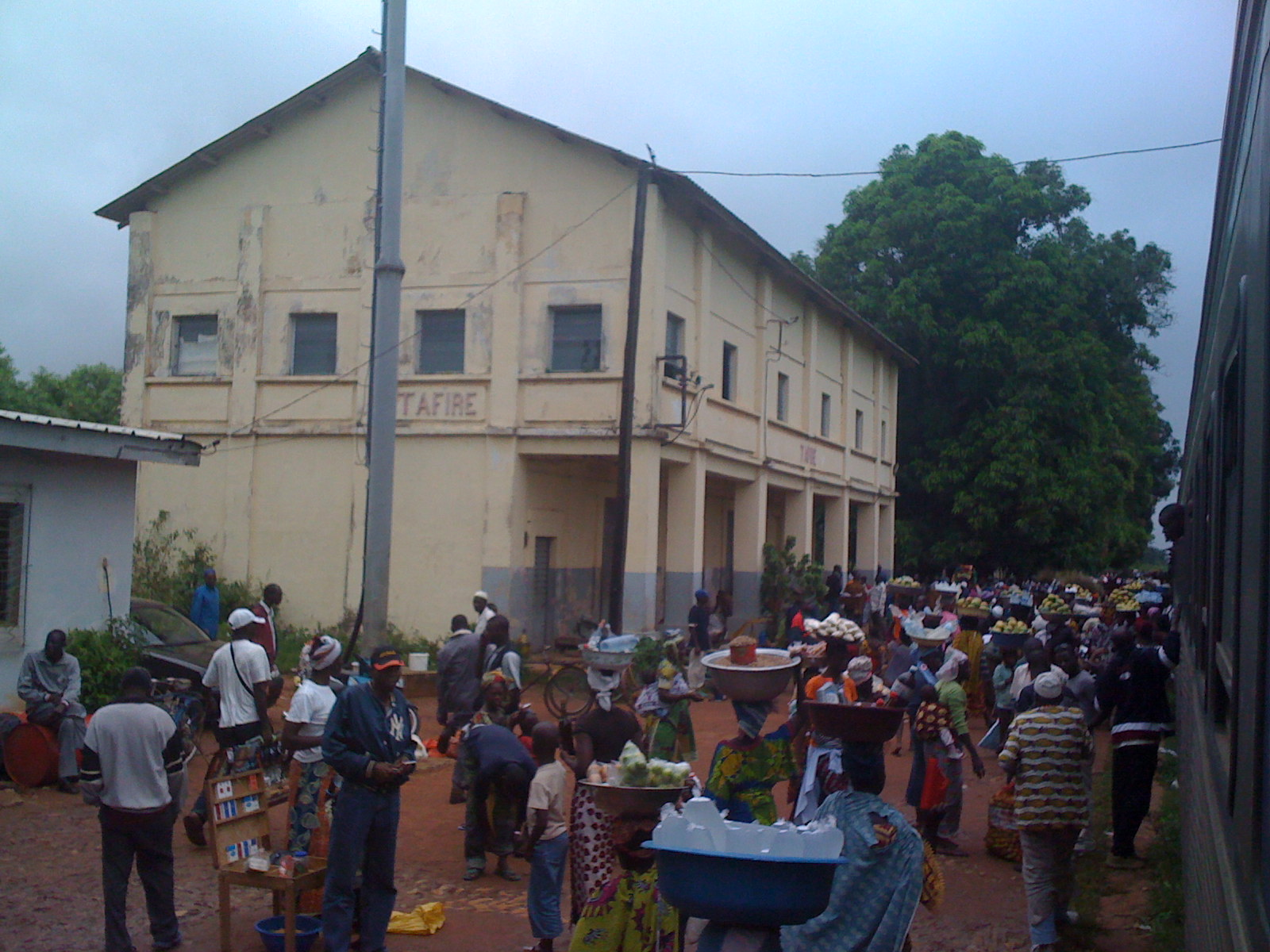
Scène de gare ferroviaire à Tafiré, 2009

La population de la sous-préfecture est chiffrée à 23 365 habitants et est d’une densité de 12 hab./km2. La population de cette commune est constituée en majorité des peuples tagbana (Sénoufo) et malinké ainsi que de quelques immigrés d’origine burkinabée, guinéenne et malienne.
| EVOLUTION DEMOGRAPHIQUE DE LA S/P DE TAFIRE DE 1965 A 2014 (RGPH) |       |        |        |        |
| ANNEE                                                             | 1965  | 1978   | 1988   | 2014   |
| POPULATION                                                        | 7 200 | 11 880 | 15 000 | 23 365 |

### Langues
Sur le plan linguistique, la sous-préfecture de Tafiré offre aussi une diversité de langues. On y dénombre quelque 8 langues : le tagbana, le sénoufo, le dioula, le baoulé, l’agni, le lobi, le koyaka et le peulh. Il est important de noter que 70 % des grands groupes linguistiques marquent leur existence dans cette zone. Le dioula occupe une position privilégiée car il sert de langue d'échanges commerciaux entre les terroirs et autres commerçants ; on peut se permettre de dire que c’est la langue la plus parlée dans cette zone Tagbana, ce qui lui confère un rôle important. La langue tagbana qui est attribuée à la ville, est quotidiennement parlée que dans les villages et campements liés à la ville.
Quant au français, c'est la langue officielle de l'État et celle de l'école. Comme un peu partout dans le pays, le français garde son sens scolaire et administratif, et sert de langue véhiculaire.

### Éducation
La ville de Tafiré possède un système d'éducation qui comprend un enseignement préscolaire, un enseignement primaire et secondaire général, un enseignement technique et de formation professionnelle.
| LISTE DES ETABLISSEMENTS D’ENSEIGNEMENT DANS LA S/P DE TAFIRE                                                                  |                        |                                       |              |                |           |
| PRE-SCOLAIRE | No.                    | Nom de l’établissement                | Statut       | Localisation   | Ouverture |
| | 01                     | École Maternelle de Tafiré 1          | Public-Mixte | Qu. Dioulabou. |           |
| 02 | Préscolaire de KANAHAH | ‘’                                    | Qu. Kanakaha |                |           |
| | 03                     | Préscolaire de Diogaha Tafiré 2       | "            |                |           |
| | 04                     | Préscolaire de Soba                   | "            |                |           |
| | 05                     | Préscolaire de Tieletana              | "            |                |           |
| | 06                     | Préscolaire de N'Golodougou           | "            |                |           |
| ////////////////////////////////////////////////////////////////////////////////////////////////////////////////////////////// |                        |                                       |              |                |           |
| PRIMAIRE | 01                     | EPP TAFIRE 1                          | Public-Mixte | Qu. Dioulabou. |           |
| | 02                     | EPP TAFIRE 2 (A et B)                 | ‘’           | Qu. Diogaha    |           |
| | 03                     | EPP KANAKAHA (1 et 2)                 | ‘’           | Qu. Kanakaha   |           |
| | 04                     | EPP SOBA (SOBA et PILOTE)             | ‘’           | Qu. Soba       |           |
| | 05                     | EPP NAPIE                             | ‘’           | Qu. Napié      |           |
| | 06                     | EPP PARAMASSOROKAHA                   | "            |                |           |
| | 07                     | EPP SELIKALAKAHA                      | "            |                |           |
| | 08                     | EPP DIOULABOUGOU                      | "            |                |           |
| | 09                     | EPP TIELETANAKAHA                     | "            |                |           |
| | 10                     | EPP NGOLODOUGOU                       |              |                |           |
| ////////////////////////////////////////////////////////////////////////////////////////////////////////////////////////////// |                        |                                       |              |                |           |
| SECONDAIRE | 01                     | Lycée Moderne Henriette Dagri Diabaté | Public-Mixte | SOBA           |           |
| | 02                     | Collège Moderne GNOMON                | Privé        | DIOGAHA        |           |
| | 03                     | Collège Moderne Cheick Anta Diop      | Privé        | SOBA EXT       |           |
| ////////////////////////////////////////////////////////////////////////////////////////////////////////////////////////////// |                        |                                       |              |                |           |
| TECHN. ET PROF. | 01                     | Unité Mobile de Tafiré                | Public-Mixte | Qu. Soba ext.  |           |

### Religion
Tafiré présente une assez grande diversité religieuse, caractérisée par la présence de musulmans (estimés à plus de 60 %), de catholiques en second plan, et d’animistes. D’autres mouvements spirituels, syncrétiques ou non, tels que les protestants, l'Assemblée de Dieu, coexistent avec ces religions dominantes. Bien que les adeptes de ces confessions religieuses et traditions spirituelles se retrouvent sur l’ensemble du territoire, cela n’engendre pas de guerre ni de conflit religieux.

### Santé
La ville dispose d'une offre de soins. Outre les nombreux centres de tradi-praticiens et de médecines traditionnelles, les établissements anarchiques de ventes de médicaments en pleine rue, il existe un centre de santé urbain (CSU) et une pharmacie. La ville compte en outre 2 cliniques.

### Personnalités liées à la ville
|  | Nom                                         |  | Fonction                                         |
|  | Tiémoko Meyliet KONE                        |  | Vice-Président de la République de Côte d'Ivoire |
|  | Penawelfa OUATTARA Karim                    |  | Président du SYNATRESOR                          |
|  | KONE Maimmouna connue sous « Mai La Bombe » |  | Actrice cinéma ivoirien                          |
|  | Adama TOURE                                 |  | Ex député                                        |
|  | Abou TOURE                                  |  | Député                                           |

### Villes voisines
Nord : Badikaha
Est : Kong
Sud : Niediekaha
Ouest : Napié

## Économie
L’activité économique de la sous-préfecture de Tafiré couvre les secteurs primaire, secondaire et tertiaire mais l’activité commerciale y est importante, l’agriculture et l’élevage y sont relativement prospères.

### Secteur primaire

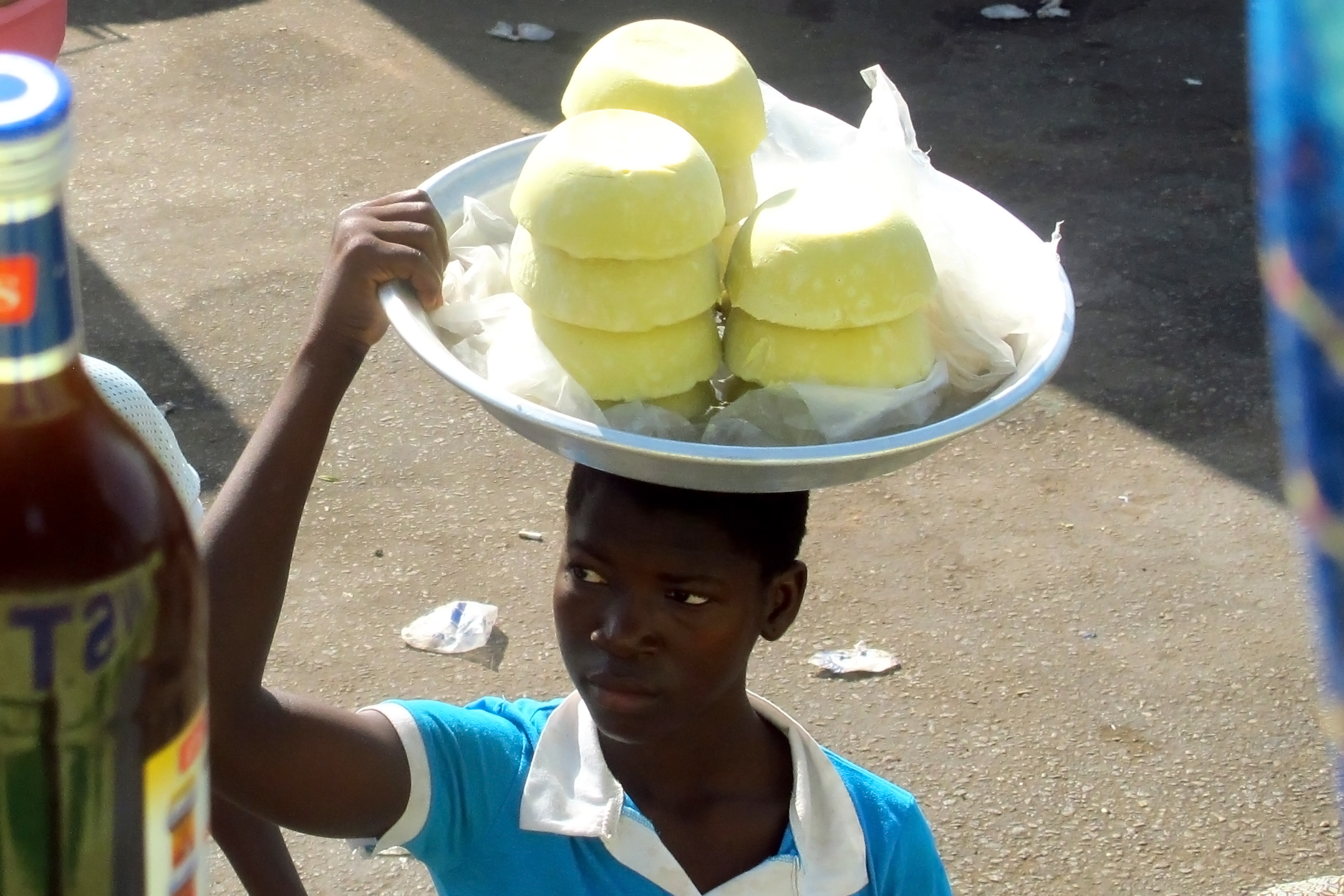
Jeune vendeuse de beurre de karité à Tafiré, 2017

Dans ce secteur, les aptitudes culturales de la localité, la qualité des sols, le paysage végétal de savane arborée et le climat ont favorisé la pratique de deux grands types de cultures :
- les cultures de rente telles la canne à sucre, le coton, l’anacarde, la mangue.
- les cultures de subsistance entre autres, le riz, le sorgho, le maïs, l’arachide, l’igname, la pomme de terre, le manioc et le mil, de même que les cultures maraîchères les fruits (mangues, goyaves, oranges, anacarde) et les légumes, auxquelles viennent en appoint les produits de cueillette, le miel, les noix de karité et le néré (Parkia biglobosa). À ce niveau, il est bon de noter que les cultures vivrières représentent l’activité agricole la plus présente dans la sous-préfecture. Au nombre de celles-ci, l’igname, le riz et le maïs connaissent un réel essor.

Située sur deux axes de communication inter-États, Tafiré est au cœur d’une intense activité commerciale.

### Secteur secondaire
Très peu représentatif, il se limite aux activités de la seule unité industrielle de la localité, la société dénommée Sucrerie Africaine de Côte D’Ivoire, en abrégé SUCAF-CI, qui a racheté une partie de l’ex SODESUCRE, société d’État exploitant un complexe agro-industriel d’environ 5 600 ha et spécialisée dans la fabrication du sucre roux et blanc.

### Secteur tertiaire
Les activités de ce secteur, peu développées, englobent essentiellement le transport interurbain ou de marchandises, l’artisanat et les échanges sur le marché urbain. Les principaux animateurs de ce secteur sont cordonniers, forgerons, mécaniciens, maçons, boulangers, peintres, coiffeurs, blanchisseurs, menuisiers, électriciens, couturiers, réparateurs automobiles et divers tâcherons du bâtiment assurant les rares constructions en cours à Tafiré.
Le secteur informel y est également florissant et beaucoup de jeunes adultes sans formation y exercent divers petits métiers.

### Infrastructures socioéconomiques et culturelles
La ville de Tafiré est dotée d’un certain nombre d’infrastructures qui alimentent le fonctionnement des services de base notamment dans les domaines de la santé, de l’éducation, des télécommunications, de la sécurité, de la fourniture d’eau et d’électricité, de l’administration centralisée et déconcentrée, de l’encadrement agricole, du sport et de l’animation culturelle. Mais l’insuffisance de ces infrastructures doublée des effets induits de la crise obligent les populations à se référer aux chefs-lieux de département ou de région pour accéder aux services inexistants à Tafiré.
S’agissant de la voirie, la ville de Tafiré bénéficie d’un circuit de 7,5 km de rues bitumées. Les autres localités de la sous-préfecture sont reliées par des pistes, du reste, praticables. Au total, il convient de retenir qu’avec un taux de croissance moyen annuel de 6,44 %, Tafiré enregistre une croissance démographique soutenue, une vocation agricole affirmée, une activité économique dominée par le secteur primaire, un site propice à l'entrepreneuriat et une image urbaine à améliorer.

## Maires
Tafiré a connu cinq maires : Idrissa Koné (1985-2000), Seydou Ouattara qui a achevé le mandat de son prédécesseur après son décès (2000-2001), Mamadou Kignama-Soro (2001- 2003) et Ousmane Koné, qui a terminé le mandat de son prédécesseur après son décès.
Depuis le 21 avril 2013, le journaliste Charles Sanga, Coulibaly Sounkalo de son nom à l'état civil, est élu maire de Tafiré par 75,72 % des voix.

## Personnalité liée à la communauté
- Tiémoko Meyliet Koné (1949-), homme politique ivoirien.